# 라피오
라피오(이탈리아어: Lapio)는 이탈리아 캄파니아주 아벨리노도의 코무네다.